# Endless Love (2014)
Endless Love (Brasil: Amor sem Fim / Portugal: Amor Infinito) é um filme de drama romântico estadunidense de 2014 dirigido por Shana Feste, e co-escrito por Feste com Joshua Safran. A refilmagem do filme de 1981 de mesmo nome de Franco Zeffirelli e segunda adaptação do livro de Scott Spencer. O filme é estrelado por Alex Pettyfer, Gabriella Wilde, Bruce Greenwood, Joely Richardson e Robert Patrick.
O filme foi lançado em 14 de fevereiro de 2014 pela Universal Pictures nos Estados Unidos e Reino Unido, e em 13 de fevereiro de 2014 na Austrália e Portugal, e 12 de junho no Brasil.

## Elenco
- Alex Pettyfer como David Elliot
- Gabriella Wilde como Jade Butterfield
- Bruce Greenwood como Hugh Butterfield
- Joely Richardson como Anne Butterfield
- Robert Patrick como Harry Elliot
- Rhys Wakefield como Keith Butterfield
- Dayo Okeniyi como Mace
- Emma Rigby como Jenny
- Anna Enger como Sabine
- Patrick Johnson como Chris Butterfield
- Alexandra Bartee como Kelly
- Meghan Mitchell
- Sharon Conley como Dr. Edie Watanabe
- Jesse Malinowski
- Stephanie Northrup como Dawn Besser
- Matthew Withers como Miles
- Sonia Rose como garota na piscina
- William Henry Milne como garoto na piscina

## Produção
Filmagem principal começou em maio de 2013 na Geórgia. Em julho de 2013 foram filmadas em Condado de Fayette (Geórgia), Concado de Butts em Lake Jackson, e no Atlanta Botanical Garden.

## Lançamento
O primeiro trailer foi lançado em 23 de dezembro de 2013 no YouTube. Em 28 de janeiro de 2014, o filme foi dado uma classificação de PG-13 por "conteúdo sexual, nudez parcial breve, alguma linguagem, e festas adolescentes."

## Recepção
Como o original, Endless Love recebeu comentários negativos de críticos de cinema. A crítica foi feita principalmente para as muitas liberdades tomadas com o material original. O filme detém atualmente uma classificação de 15% no Rotten Tomatoes baseado em 84 opiniões com o consenso: "este remake é clichê e sem querer bobo".
O autor do romance Scott Spencer, no qual o filme foi baseado, renegou o filme numa mensagem enviada ao The Hollywood Reporter. Em 2014, ele escreveu que seu romance "tem sido ainda mais flagrantemente e ridiculamente mal entendido" em fazer o remake do que no filme de 1981.

## Trilha sonora
Faixa final da trilha sonora "Don't Find Another Love" foi cantada por Tegan and Sara e escrito pela vencedora do Globo de Ouro, a compositora Julie Frost.  Cantora/compositora Skylar Grey fez um cover da canção de Robert Palmer "Addicted to Love" que foi utilizada para o trailer do filme. Além disso, a canção "Explosions" de Ellie Goulding foi usada em trailers adaptados como comerciais de televisão. Outra canção que foi feita é a faixa "Pumpin Blood" pelo trio sueco de dance-pop NONONO.
Diretor Shana Feste tinha considerado usar a icônica canção tema do filme original em uma cena, mas finalmente decidiu contra ela.